# Christian Cantwell
Christian Cantwell (ur. 30 września 1980 w Jefferson City) – amerykański lekkoatleta specjalizujący się w pchnięciu kulą.
Uczestnik igrzysk olimpijskich – w Pekinie (2008) zdobył srebrny medal. Trzykrotny halowy mistrz świata oraz złoty medalista mistrzostw globu na stadionie. Stawał na podium mistrzostw USA (jako junior w rzucie dyskiem) oraz mistrzostw NCAA.

## Kariera
Na początku kariery gdy startował jednocześnie w pchnięciu kulą i rzucie dyskiem większe sukcesy odnosił w tej drugiej konkurencji – w 1999 zdobył najpierw srebro mistrzostw USA juniorów w rzucie dyskiem, a następnie został wicemistrzem panamerykańskim juniorów wyprzedzając w Tampie Dylana Armstronga z Kanady. Pierwszy tryumf międzynarodowy w pchnięciu kulą odniósł dopiero w 2004 roku wygrywając w Budapeszcie złoto halowych mistrzostw świata. Po tym sukcesie podczas zawodów kwalifikacyjnych do reprezentacji kraju na igrzyska olimpijskie zajął czwarte miejsce i Grecji nie wystartował. W 2005 zajął piąte miejsce na mistrzostwach świata, a na początku  kolejnego sezonu nie awansował do finału halowego czempionatu globu. Drugi w karierze złoty medal mistrzostw świata w hali zdobył w roku 2008. Na igrzyskach olimpijskich w Pekinie uzyskał wynik 21,09 m i zdobył srebrny medal przegrywając z Tomaszem Majewskim. Amerykanin zrewanżował się Polakowi rok później na mistrzostwach świata w Berlinie pokonując go w ostatniej próbie – pojedynek Majewskiego z Cantwellem na stadionie olimpijskim został uznany przez amerykański portal Universal Sport pojedynkiem roku w lekkoatletyce. W marcu 2010 zdobył trzeci w karierze złoty medal halowych mistrzostw globu. Zwycięzca łącznej punktacji Diamentowej Ligi 2010 w pchnięciu kulą.
Rekordy życiowe: stadion – 22,54 m (5 czerwca 2004, Gresham); hala – 22,18 m (22 lutego 2008, Warrensburg). Rezultat Cantwella z hali z 2008 roku jest dziewiątym rezultatem w historii tej konkurencji.
Jego żoną jest była amerykańska kulomiotka Teri Steer.

## Osiągnięcia

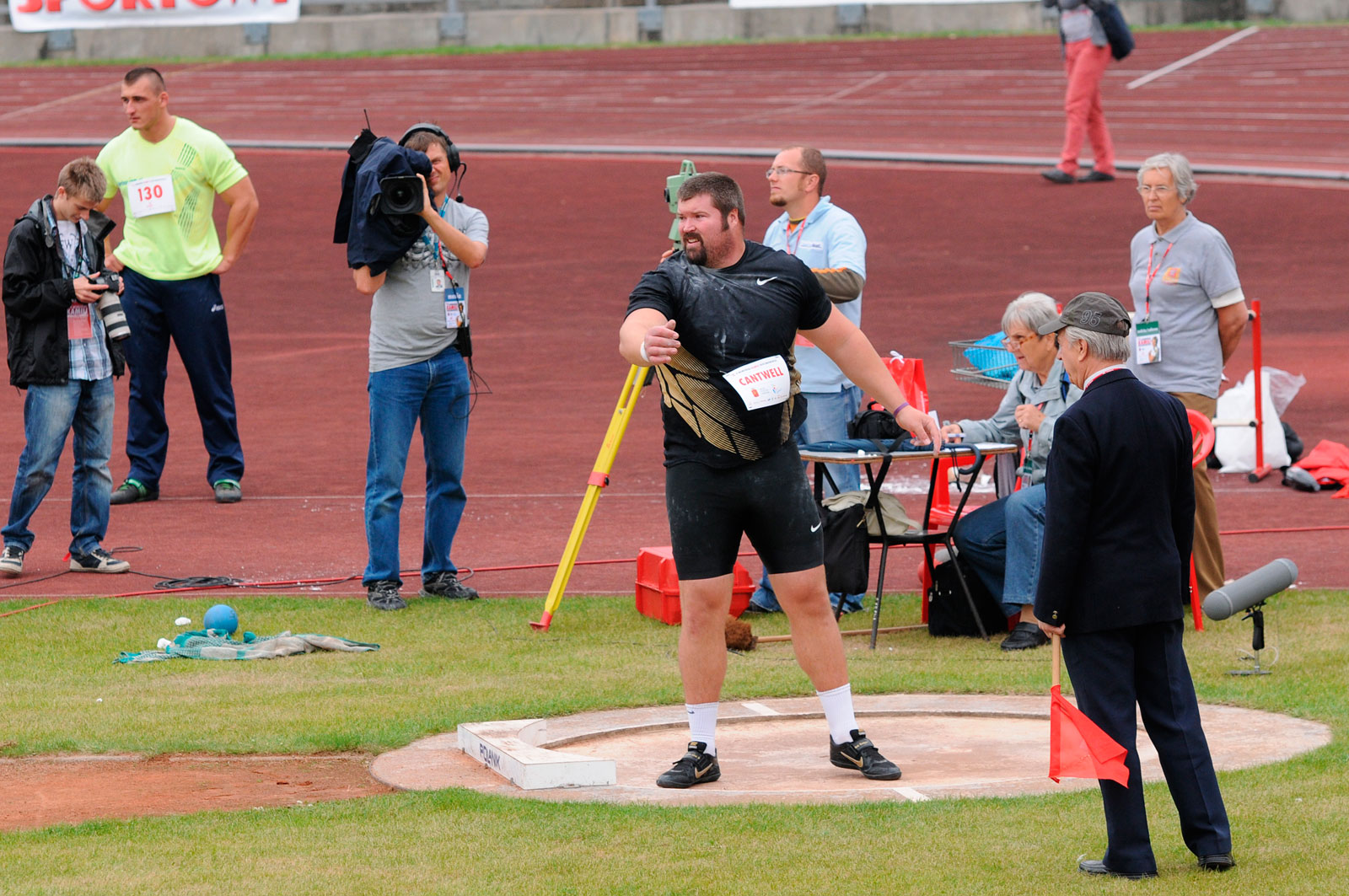
Miotacz podczas memoriału Kamili Skolimowskiej w Warszawie (2011)

| Rok  | Impreza                             | Miejsce   | Pozycja           | Wynik |
| ---- | ----------------------------------- | --------- | ----------------- | ----- |
| 2004 | Halowe mistrzostwa świata           | Budapeszt | 1. miejsce        | 21,49 |
| 2005 | Mistrzostwa świata                  | Helsinki  | 5. miejsce        | 20,87 |
| 2005 | Światowy finał lekkoatletyczny IAAF | Monako    | 5. miejsce        | 20,09 |
| 2006 | Halowe mistrzostwa świata           | Moskwa    | el. – 10. miejsce | 19,90 |
| 2006 | Światowy finał lekkoatletyczny IAAF | Stuttgart | 2. miejsce        | 20,94 |
| 2007 | Światowy finał lekkoatletyczny IAAF | Stuttgart | 5. miejsce        | 20,25 |
| 2008 | Halowe mistrzostwa świata           | Walencja  | 1. miejsce        | 21,77 |
| 2008 | Igrzyska olimpijskie                | Pekin     | 2. miejsce        | 21,09 |
| 2008 | Światowy finał lekkoatletyczny IAAF | Stuttgart | 2. miejsce        | 20,73 |
| 2009 | Mistrzostwa świata                  | Berlin    | 1. miejsce        | 22,03 |
| 2009 | Światowy finał lekkoatletyczny IAAF | Saloniki  | 1. miejsce        | 21,07 |
| 2010 | Halowe mistrzostwa świata           | Doha      | 1. miejsce        | 21,83 |
| 2010 | Puchar interkontynentalny           | Split     | 1. miejsce        | 21,87 |
| 2011 | Mistrzostwa świata                  | Daegu     | 3. miejsce        | 21,36 |
| 2012 | Igrzyska olimpijskie                | Londyn    | 4. miejsce        | 21,19 |